# Aude Moreau (artiste)
Aude Moreau  née en 1969 à Gençay en France est une artiste visuelle qui vit et travaille à Montréal. Elle a développé une pratique multidisciplinaire qui allie installations, performances, interventions, photo et vidéo.

## Biographie
Le travail d’Aude Moreau est présenté au Québec, en France, en Italie, en République Tchèque, au Luxembourg et aux États-Unis. Elle complète une maîtrise en arts visuels et médiatiques à l’Université du Québec à Montréal en 2010 et une Licence en arts plastiques, Paris VIII, Seine-Saint-Denis, en 1991. Elle est récipiendaire de nombreux prix et bourses dont, le prix Louis-Comtois en 2016, la bourse en art contemporain Claudine et Stephen Bronfman et le Prix Powerhouse de la Centrale en 2011. Elle a également été finaliste au 2e prix en Art Actuel du Musée national des beaux-arts du Québec en 2016. Son travail fait partie de nombreuses collections corporatives, privées et publics dont le Musée national des beaux-arts du Québec et le Musée d’art contemporain de Montréal. Elle est représentée par la Galerie Bradley Ertaskiran à Montréal.

## Démarche
Les œuvres photographiques, filmiques et sonores d’Aude Moreau adoptent une approche qui consiste à utiliser des codes universels pour en faire la critique. L’emploi d’images issues de la production médiatique ou d’images captées de villes nord-américaines font allusion à la culture du divertissement, à la recherche inassouvie du progrès et à l’avidité du capitalisme tout en mettant en relief l’incursion des médias dans nos espaces domestiques. 

## Expositions

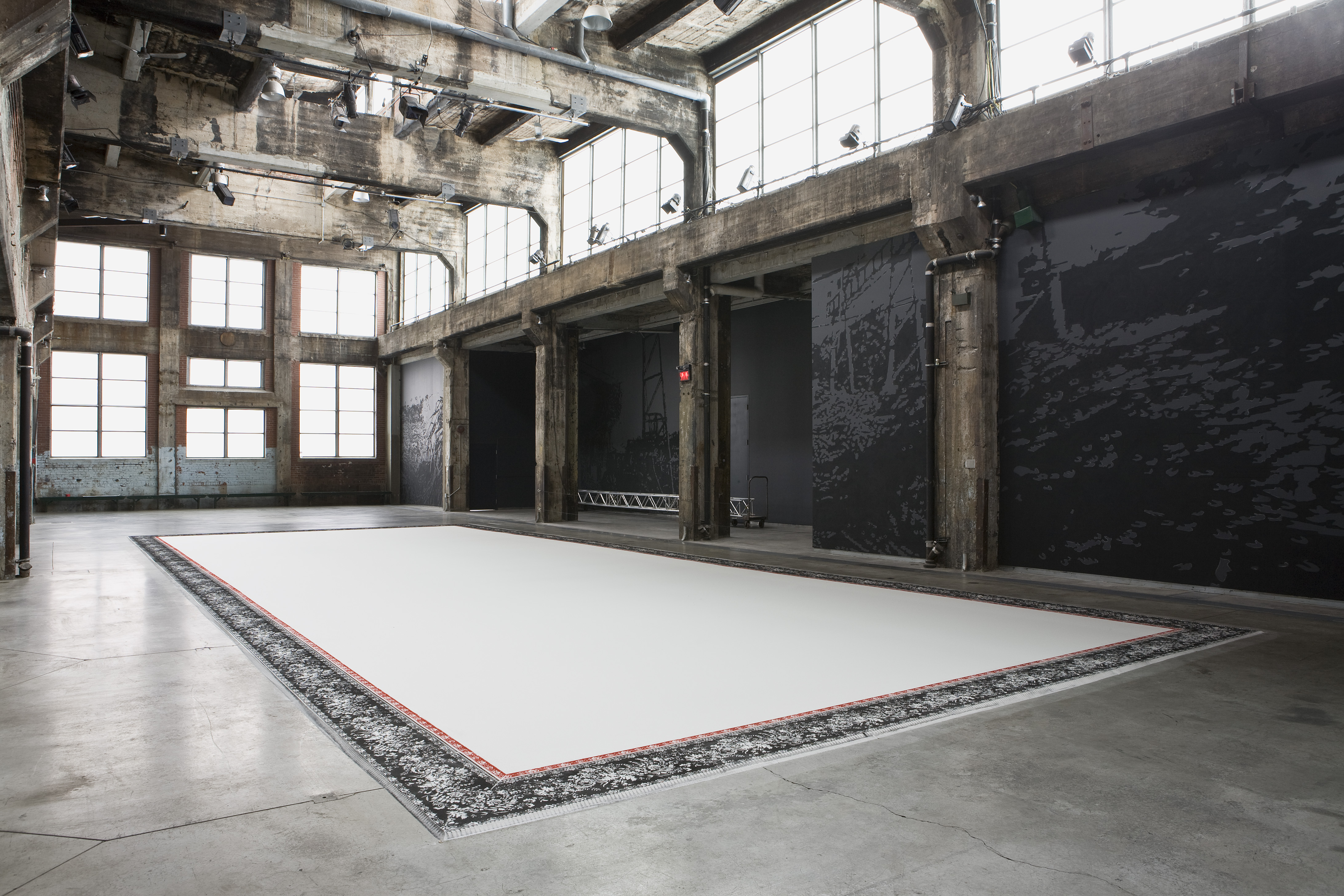
Intérieur de la Fonderie Darling avec l'œuvre "Tapis de Sucre 3"

Expositions individuelles (sélection)
·       2023: Galerie Bradley Ertaskiran, Montréal, QC
·       2018: Less is more or, Galerie Antoine Ertaskiran, Montréal, QC
·       2016: Aude Moreau. La nuit politique / The Political Nigntfall, Casino Luxembourg – Forum d’art contemporain, Luxembourg
·       2016: Aude Moreau. La nuit politique / The Political Nigntfall, The Power Plant, Toronto, ON
·       2015: Aude Moreau. La nuit politique / The Political Nigntfall, Galerie de l’UQAM, Montréal, QC
·       2015: Aude Moreau. La nuit politique / The Political Nigntfall, Centre culturel canadien, Paris, FR
·       2015: Anthracite, Ailleurs en folie Quebec / Montreal, Mons, BE
·       2015: La ligne bleue, Galerie Antoine Ertaskiran, Montréal, QC
·       2013: Sugar Carpet, Projet d’échange Montréal / Brooklyn, Smack Mellon, Brooklyn, US
·       2010: Faire le vide, Plein Sud, Centre d’exposition en art actuel, Longueuil, QC
·       2009: Tirer le ciel, Casino du Luxembourg – Forum d’art contemporain, Luxembourg, LU
·       2008: Tapis de sucre 3, Fonderie Darling, Montréal, QC
·       2005: Tirer le ciel, Axenéo7, Gatineau, QC
·       2004: Topographie de la couleur résiduelle, Galerie B-312, Montréal, QC
·       2002: Topographie d’un espace rêvé, Interventions dans l’espace public, Marseille, (FR), Bâle (CH), Venise (IT)
·       2000: Le fil d’Ariane, La Centrale Galerie Powerhouse, Montréal, QC
·       1998: Colonne de sucre, Théâtre l’Usine C, Montréal, CA
Expositions collectives (sélection)
·       2020: Image… envoyée, Centre Culturel Canadien de Paris, Paris, FR
·       2019: Apparaître - Disparaître, Fondation Grantham pour l’art et l’environnement, Saint-Edmond-de-Grantham, QC
·       2017: Voyons Voir – La Collection de la Ville de Montréal s’expose, Maison de la culture de Notre-Dame-de-Grâce, Montréal, QC
·       2014: Video-Zoom: Between-the-Images, McIntosh Gallery, London, ON
·       2013: Vidéozoom : L’entre-images, Centre des arts de la Confédération, Charlottetown, IPE
·       2012: Vidéozoom: Québec, Museo di Roma in Trastevere, Rome, IT
·       2011: Biennale de Prague 5, Édifice Microna, République Tchèque, CZ
·       2010: OUT OF GRACE, Galerie Leonard & Bina Ellen, Montréal, CA
·       2010: Biennale Nationale de la Sculpture Contemporaine de Trois-Rivières, Maison de la culture de Trois-Rivières, Trois-Rivières, QC
·       2009 : Gala Triangle France, La friche Belle de Mai, Marseille, FR
·       2006: Orange: COMO COMO, L’événement d’art actuel de Saint-Hyacinthe, Saint-Hyacinthe, QC
·       2004: Mise à jour, Friche la Belle de Mai, Marseille, FR
·       2004: Caritas, Galerie B-312, Montréal, QC

## Collections
·      Musée d’art moderne Grand-Duc Jean (MUDAM)
·      Banque d’œuvres d’art du Canada
·      Collection de la Ville de Montréal
·      Musée d’art contemporain de Montréal
·      Musée national des beaux-arts du Québec
·      Collection Claridge Inc.
·      Financière Sun Life
·      Cégep de Saint-Hyacinthe
·      Banque TD

## Résidences
·      2007 : Sagamie, Centre national de recherche et diffusion en arts contemporains numériques, Alma, QC
·      2006 : Sagamie, Centre national de recherche et diffusion en arts contemporains numériques, Alma, QC